# 金鍾茂
金 鍾茂（キム・ジョンム、朝鮮語: 김종무、1908年8月18日 - 没年不詳）は、大韓民国の公務員、政治家、実業家。松鶴面長、堤川邑長、第6代韓国国会議員を歴任した。

## 経歴
忠清北道堤川郡（現・堤川市）出身。堤川公立普通学校卒業。郵便局員、松鶴面長、堤川邑副邑長、 堤川郡内務課長、ソウル新韓工業振興会支配人、堤川面長、堤川邑長、東進開発社長、民主共和党忠清北道第8地区党委員長・忠清北道支部副委員長・党紀委員会副委員長、国会内務委員などを務めた。